# The Valet's Wife
The Valet's Wife er en amerikansk stumfilm fra 1908 af D. W. Griffith.

## Medvirkende
- Mack Sennett som Reggie Van Twiller
- Charles Avery som Mr. Tubbs
- George Gebhardt
- Robert Harron
- Guy Hedlund